# 袋神社
袋神社（ふくろじんじゃ）は、埼玉県鴻巣市の神社。

## 歴史
創建年代は不明である。ただ当社の境内には「宝永五戊子年（1708年）」と刻まれた灯籠があることから、その頃には既に存在していたものと推測される。西福寺が別当寺であった。
1872年（明治5年）、近代社格制度に基づく「村社」に列せられ、1912年（明治45年）の神社合祀により周辺の5社が合祀された。1913年（大正2年）、これまでの「女体社」から地名を冠した「袋神社」に改称した。地名が袋なのは、元荒川が当地周辺で蛇行して「袋」の形になっていたことによる。現在は三日月湖になっている。

## 交通アクセス
- 吹上駅より徒歩27分。